# Volné psaní
Volné psaní (anglicky free writing) je technika literární tvorby, během které autor píše určitou dobu bez ohledu na gramatiku, větnou skladbu (syntax) nebo téma. Produktem volného psaní je obvykle materiál, který není určen publikování, ale pomáhá autorovi překonat nejrůznější mentální bloky jako například přehnanou sebekritiku a je také skvělým zdrojem nových nápadů.

## Historie
Dorothea Brandeová byla jednou z prvních, která ve své knize Becoming a Writer (1934) navrhovala spisovatelům psát každé ráno po dobu 30 minut co nejrychlejším tempem. Poté Peter Elbow vylepšil pojetí volného psaní v jeho knize Writing Without Teachers (1973) a následně volné psaní zpopularizovala Jilia Cameronová v knize The Artist's Way (1992).

## Definice
Volné psaní je založeno na myšlence, že každý má co říct a má schopnost to říct, avšak často tyto své myšlenky uzavíráme v sobě kvůli přílišné sebekritice (ta se projevuje přílišným souzením a zkoumáním sebe a vlastních výkonů), úzkosti, strachu z neúspěchu nebo z odsouzení. Volné psaní by mělo přispět k tomu, že se autor rozepíše, přestane své myšlenky kontrolovat a překoná mentální překážky ve své tvorbě. Cílem volného psaní není dosažení výsledného textu ani jeho hodnocení, nýbrž především je určeno k překonání mentálních bloků, oproštění se od sebekritiky a naučení se nechat své myšlenky volně proudit.
Mnoho autorů se může domnívat, že veškerý napsaný text musí být od začátku skvěle formulovaný a bezvýhradně smysluplný. K uvolnění kreativity je však potřeba prostoru a času, aby autor mohl vytvářet nová a literárně či dějově zajímavá spojení, a aby nacházel nové úhly pohledu. Takto napsaný text může sloužit jako retrospektiva. Na jejím základě je možné zpětně smysluplněji přeformulovat myšlenky a v původně nesourodém či nesmyslném textu najít skvělé myšlenky a nápady, kterých by bylo obtížné dosáhnout, bez odpoutání se od nutkání dosažení dokonalosti psaného projevu.

## Technika
Dobré je vymezit si určitý časový úsek – běžně kolem 15 minut (ale může vám vyhovovat kratší či delší časový úsek), ve kterém píšete bez přestání. Je důležité se skutečně oprostit od přemýšlení nad pravopisem nebo nad tím, že vámi napsaná věta nejspíš nedává smysl. Také se nesmíte vracet k již napsanému textu a opravovat ho, či přemýšlet o navázání na daný text. Toto by akorát přerušilo váš tok myšlenek a začali byste se dívat na text kriticky.
Volné psaní je právě o tom psát přesně to, co vás napadá, nechat skrz pero proudit na papír vaše myšlenky a pocity, necenzurovat se.
Pokud narazíte na to, že skutečně nevíte, co napsat, tak nepřestávejte psát. Napište to, že nevíte, co napsat, pište cokoli vás napadá, nebo zkrátka piště dokola poslední slovo. Také není dobré se vázat na jedno jediné téma a striktně se ho držet. Pokud vás myšlenky zavádí jinam, nebraňte se jim a zkrátka piště, co vás napadá.
Po dokončení psaní si můžete text přečíst a například si poznamenat zajímavé myšlenky, které vás napadaly.
Pokud nevíte, jak s psaním začít, můžete si vybavit situaci, která se vám stala v nedávné době a začít popisovat, jak jste se při ní cítili, nebo můžete zkrátka popisovat, co se vám honí hlavou, jak se cítíte v tuto chvíli a proč se takto nejspíš cítíte.

## Aplikace
Probuzení kreativity – pokud vás nenapadá, co psát, může být volné psaní velmi efektivní činnost, která vás rozepíše a může vám dodat nové nápady. Nemusí se jednat pouze o psaní prózy, ale nechat volně proudit myšlenky může pomoci najít inspiraci například i hudebním skladatelům, nebo básníkům. Malíři například zas používají techniku volného malování či kreslení.
Brainstorming – tato metoda se dá využít individuálně nebo skupinově k sepsání nových nápadů. Pomáhá omezit strach z toho případné kritiky.
Proces učení se – volné psaní se dá využít také k opakování si naučené látky. Zkrátka začnete psát všechno, co si z daného tématu pamatujete, čímž si látku zopakujete, můžete lépe pochopit spojitosti mezi naučenými věcmi a také odhalíte mezery v porozumění nebo zapamatování si učiva.
V pedagogické práci je volné psaní možné využívat jako nástroj k formulaci myšlenek, rozvíjení slovní zásoby, odbrzdění fantazie, a v případě prezentace obsahu i k rozvoji komunikačních dovedností.